# ده‌باله گرد
ده‌باله گرد (نام علمی: Decapterus punctatus) نام یک گونه از سرده ده‌باله‌ها است.

## نگارخانه

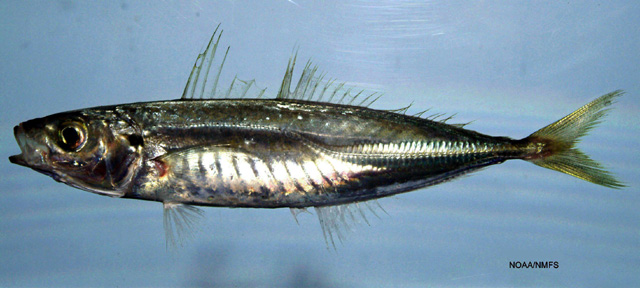
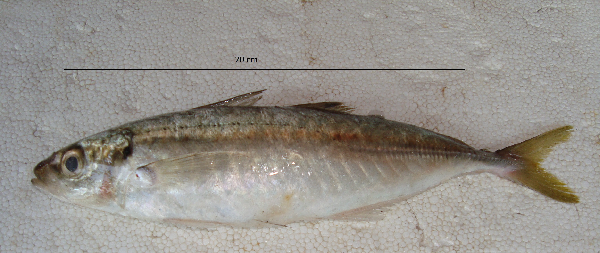